# Ancylotropis (Plantae)
Ancylotropis, biljni rod iz porodice krestuščevki (Polygalaceae) s dvije priznate vrste jednogodišnjeg raslinja iz tropske Južne Amerike.

## Vrste
1. Ancylotropis insignis (A. W. Benn.) B. Eriksen, Brazil
2. Ancylotropis malmeana (Chodat) B. Eriksen, Bolivija